# Massimo Fantoni
Massimo Fantoni (Poppi, 18 febbraio 1969) è un chitarrista, arrangiatore, compositore, produttore artistico e didatta italiano.
Nel 2001 vince il premio come miglior chitarrista al "Pigro 2001" premio teramano dedicato alla memoria di Ivan Graziani. Attivo dal 1991 ha collaborato sia in qualità di chitarrista che di produttore, arrangiatore e autore di musiche con artisti come Andrea Chimenti, Paolo Benvegnù, Marco Parente, la GOA Band del Pippo Chennedy Show, Almamegretta, Virginiana Miller oltre ad una serie di collaborazioni negli ambiti teatro, danza e poesia. Nel 1998 ha pubblicato un album a suo nome insieme al contrabbassista Francesco Tomei, intitolato "Barra a dritto", pubblicato per il Consorzio Produttori Indipendenti.

## Con gli Otto'P'Notri
Massimo Fantoni fonda originariamente gli Otto'p'notri nel 1991 insieme all'allora batterista Marco Parente e pubblica il primo album intitolato Secondo la legge del caso dopo l'uscita dalla band dello stesso Parente e insieme a quella che sarà la formazione ufficiale ovvero David Bindi alla voce, Fabrizio Orrigo alle tastiere, Claudio Mangionello al basso e Umberto Bartolini alla batteria. L'album esce per la Cockney Music, etichetta fiorentina gestita da Massimo Martini, nipote dello stilista pratese Enrico Coveri con distribuzione Sony Music. Un anno prima rispetto alla pubblicazione dell'album era stato pubblicato il CD Single Nave di Speranza mentre per il brano Igiene Fotografica, fu girato un videoclip subito dopo la pubblicazione dell'album. Il secondo album con gli Otto'p'notri viene pubblicato nel 2002 con il titolo di Senza Pelle dalla Stoutmusic di Alessandro Forniti dopo un arresto forzato delle pubblicazioni dovuto alle difficoltà economiche della Cockney Music e alle vicende contrattuali che legavano la band alla realtà di Massimo Martini. Senza Pelle viene co-prodotto da Massimo Fantoni insieme a Paolo Benvegnù che prima ancora di cominciare la sua carriera solista, condivide il palco con gli Otto'p'notri dopo la fine dell'esperienza con gli Scisma, per una serie di concerti tra cui uno alla casa 139 di Milano. Dopo l'uscita di Senza Pelle e tutti i concerti del tour gli Otto'p'notri si sciolgono, congedandosi dalle scene con un concerto al Teatro Comunale di Stia (AR) che ha visto sul palco insieme a loro l'antico batterista Marco Parente, per l'occasione in veste di cantante ospite

## Le collaborazioni come chitarrista dal 1991 al 1996
Mentre avvia il percorso artistico ufficiale degli Otto'p'notri Massimo Fantoni collabora nel 1994 alla realizzazione dell'album degli Yo Yo Mundi La diserzione degli animali del circo    insieme a Michael Brook, Gordon Gano e Brian Ritchie dei Violent Femmes incidendo la chitarra acustica e quella elettrica nei brani 13 e 14 e collaborando tra gli altri insieme a Marco Parente e Andrea Chimenti. L'album viene pubblicato per il Consorzio Produttori Indipendenti con distribuzione Polygram ed è proprio in quell'ambito che la chitarra di Massimo Fantoni comincia a farsi conoscere, suonando con Andrea Chimenti in svariati contesti tra cui il palco del Club Tenco nel 1994, durante l'esecuzione di Maestro Strabilio e Si dirada la nebbia, condividendo la scena con Francesco Magnelli al pianoforte e Marco Parente alla Batteria. Nel 1996 Massimo Fantoni collabora alla realizzazione del secondo album solista di Andrea Chimenti intitolato L'albero pazzo partecipando contemporaneamente al tour ufficiale insieme a musicisti come Antonio Licusati, Lorenzo Lolini, Marco Parente, Francesco Magnelli, Alessandro “Finaz” Finazzo.. L'album vede anche la collaborazione di David Sylvian. Tra le trasmissioni televisive promozionali legate a L'albero pazzo alle quali Massimo Fantoni partecipa c'è anche quella del 26 gennaio 1996 per Segnali di Fumo, la trasmissione condotta per Videomusic da Paola Maugeri. Sempre nel 1996 Massimo Fantoni realizza la sonorizzazione per chitarre de La cattiva Sorella, poesia scritta e interpretata da Teresa De Sio nell'ambito della manifestazione recanatese La canzone d'autore. Lo stesso anno e ancora con Teresa De Sio coadiuvata da Andrea Chimenti, Yo Yo Mundi e Pasquale Minieri Massimo Fantoni partecipa al progetto Brigate di Frontiera. Partecipa inoltre al cd collettivo dedicato a Ivano Fossati intitolato I disertori suonando la chitarra nei brani re-interpretati da Yo Yo Mundi e Andrea Chimenti.

## Le prime produzioni artistiche, la collaborazione con il Pippo Chennedy Show e altre collaborazioni dal 1996 al 1998
Il secondo album che Massimo Fantoni realizza insieme ad Andrea Chimenti è del 1997, si intitola Qohelet. Fantoni questa volta partecipa attivamente alla realizzazione del disco, distinguendosi quindi anche come produttore, arrangiatore e compositore oltre a curare la maggior parte delle chitarre del progetto. In particolare co-firma i pezzi Pantheon, Io non so chi sono, Foglie secche, Naxos, Una cosa nuova e Quando gli angeli ci trovano, oltre ad occuparsi degli arrangiamenti insieme a Chimenti e Fernando Maraghini con i quali condivide anche la produzione artistica. Il CD esce per la collana Taccuini edita dal Consorzio Produttori Indipendenti. In questo periodo Massimo Fantoni collabora attivamente alla registrazione delle chitarre nel primo album dei Virginiana Miller Gelaterie Sconsacrate. Il 1997 per Massimo Fantoni è un anno importante, entra infatti come chitarrista solista nell'organico della GOA Band coordinata da Lele Marchitelli per la trasmissione Pippo Chennedy Show di Serena Dandini, Sabina Guzzanti e Corrado Guzzanti trasmessa quell'anno da RAIDUE. Fantoni si troverà quindi a suonare sul palco della trasmissione insieme a musicisti come Danilo Rea, Giovanni Amato, Alfonso Deidda, Marcello Surace, Stefano Facchielli degli Almamegretta e Rashmi Batth.. Con la Goa Band di Lele Marchitelli Massimo Fantoni suona anche al  "World food day" della FAO in diretta televisiva da l'Havana insieme a Irene Grandi e Augusto Enriquez noto cantante cubano.. Nel 1998 collabora alla realizzazione del primo album di Marco Parente intitolato Testa, dì cuore per il quale suona la chitarra e scrive il brano Senza voltarsi insieme allo stesso Marco Parente, Cristina Donà, e il contrabbassista Francesco Tomei.. È sempre del 1998 l'inizio della collaborazione con GianCarlo Onorato introdotta dall'album Io sono l'angelo per il quale è chitarrista solista, suona l'archetto, cura le armonizzazioni e suona l'e. bow.. L'altro progetto discografico importante a cui collabora Massimo Fantoni nel 1998 è The different you il tributo a Robert Wyatt che vede la partecipazione di artisti come Ginevra Di Marco, Mauro Pagani, Almamegretta, Saro Cosentino e per il quale suona le chitarre e cura insieme a Pasquale Minieri gli arrangiamenti del brano Free Will and testament interpretato da Andrea Chimenti e Mara Redeghieri degli Üstmamò

## Barra a dritto, l'album di Massimo Fantoni e Francesco Tomei
Il 1998 è l'anno in cui Massimo Fantoni insieme al contrabbassista Francesco Tomei pubblica il suo primo disco solista per la collana I Taccuini promossa dal Consorzio Produttori Indipendenti.. I due musicisti si incontrano per la prima volta nel 1996 grazie alla comune collaborazione con Andrea Chimenti, l'album è un'innovativa fusione di rock, minimalismo, new wave, Jazz, improvvisazione e musica colta. Interamente strumentale è suonato solo da Fantoni e Tomei con la collaborazione del clarinettista Massimo Carrozzo che li seguirà anche nei concerti dal vivo

## Gli album e le collaborazioni dal 1999 al 2002
Nel 1999 Massimo Fantoni collabora alla realizzazione del secondo album dei Virginiana Miller intitolato Italiamobile per il quale suona in alcuni brani. Al disco collabora anche Vittorio Nocenzi del Banco del mutuo soccorso. L'anno successivo cura le chitarre per l'album intitolato Essere felici mangiando una torta di frutta dei Lubna band con la voce di Lara Redeghieri, sorella di Mara Redeghieri degli Üstmamò. L'apporto di Fantoni all'album viene definito come disturbante dalla critica, individuando quindi lo stile virtuosamente complesso e allo stesso tempo emotivamente coinvolgente del chitarrista toscano. Sempre il 2000 per Massimo Fantoni è l'anno di Carne Capitata l'album di Lorenzo Brusci in arte Timet realizzato a partire dalle poesie di Giancalo Majorino per il quale suona le chitarre e collabora insieme a musicisti come Enrico Fink, Monica Demuru, Letizia Renzini

## La produzione de "Il porto sepolto" insieme ad Andrea Chimenti
Massimo Fantoni nel 2002 produce il nuovo album di Andrea Chimenti intitolato Il porto sepolto dove il cantautore aretino interpreta musicalmente i versi di Giuseppe Ungaretti. L'album, che nasce in seguito ad uno spettacolo portato sul palco da Chimenti, Fantoni e Matteo Buzzanca viene arrangiato dallo stesso Massimo Fantoni insieme a Buzzanca, prodotto da Fantoni e Chimenti. Fantoni inoltre firma la composizione di ben cinque brani insieme a Chimenti ovvero La notte bella, Nostalgia, Cori descrittivi di stati d'animo di didone, Da ultimi cori per la terra promessa ed infine la conclusiva Silenzio. Lo stile di Fantoni viene definito dalla critica drammatico e mai retorico

## Piccoli Fragilissimi film con i "Paolo Benvegnù"
Nel 2004 Massimo Fantoni entra a far parte della band stabile di Paolo Benvegnù insieme al tastierista Fabrizio Orrigo, già compagno di avventure musicali negli Otto'p'notri, Andrea Franchi (musicista) alla batteria, Gionni dall'orto al basso con i quali incide Piccoli fragilissimi film il primo album solista del cantautore milanese. Paolo Benvegnù, dopo lo scioglimento degli Scisma aveva incontrato gli Otto'p'notri prima ancora di cominciare la carriera solista, co-producendo con Massimo Fantoni il secondo album della band toscana intitolato Senza Pelle. È lo stesso Paolo Benvegnù che racconta lo spirito collettivo del progetto in un'intervista per Kalporz: Ho incontrato in quella situazione Massimo Fantoni e Fabrizio Orrigo e nel tempo è stato naturale per noi sviluppare alcune cose insieme, ma anche in molte altre occasioni come per esempio l'intervista rilasciata per Succo Acido dove dice: Ho capito tante cose lavorando con Massimo Fantoni e Fabrizio Orrigo, mi hanno fatto venir voglia di incidere un nuovo album. A definire il progetto Piccoli fragilissimi film come un ensemble è lo stesso comunicato stampa diffuso da Audioglobe: L'ensemble, nato inizialmente come cellula anarco-insurrezionalista e poi trasformatasi in Ipersensibilista, fa capo a Firenze e Paolo Benvegnù, Gionni Dall'orto, Massimo Fantoni, Andrea Franchi, Fabrizio Orrigo ne sono gli esponenti principali. Massimo Fantoni collabora alla scrittura di alcuni brani di Piccoli fragilissimi film tra cui il mare verticale e cerchi nell'acqua.  Per il singolo Suggestionabili tratto da Piccoli fragilissimi film e come l'album pubblicato dalla Stoutmusic di Alessandro Forniti, Massimiliano Zambetta su Freakout Magazine parla di Massimo Fantoni come di: un musicista capace di mettersi al servizio dell'idea, facendo un passo indietro, uno dei chitarristi più timidi e creativi che abbia potuto ascoltare. Massimo Fantoni seguirà Benvegnù in tutta la lunghissima tournée dell'album, più di un centinaio di concerti in tutta Italia. Le recensioni evidenziano il suo talento tecnico e performativo: Il chitarrista è una delle attrazioni principali. Dotato di scioltezza dinoccolata si esibisce in ondeggiamenti altalenanti degni di un equilibrista. Un uomo, una molla. Che solo per quello vale la pena di esser venuti. Altre recensioni dei concerti evidenziano lo stile visionario e alla David Gilmour di Massimo Fantoni oppure sottolineano la sua importanza nell'esecuzione di brani come Cerchi nell'acqua, il mare verticale, io e te secondo Loris Gualdi rese più nobili dai suoi interventi chitarristici. Piccoli fragilissimi film, come si evince dal retro-copertina della prima edizione digipack del 2004, è un album composto a più mani, dove Massimo Fantoni scrive e arrangia insieme a Benvegnù tracce come Cerchi nell'acqua, Il sentimento delle cose, Suggestionabili, Catherine

## Le collaborazioni discografiche del 2004
Il 2004 è un anno discograficamente intenso per Massimo Fantoni, oltre alla pubblicazione di Piccoli Fragilissimi Film con i Paolo Benvegnù collabora alla realizzazione di Falene il nuovo album di GianCarlo Onorato per il quale oltre a suonare le chitarre postproduce i brani  Il bene e il nulla e La sete insieme a Paolo Benvegnù. Sempre nel 2004 con Andrea Chimenti Massimo Fantoni partecipa all'album dal vivo concerto 1998, album registrato dal vivo da Chimenti al Teatro di Vicchio insieme a Massimo Fantoni e Francesco Tomei e mixato da Guglielmo Gagliano con l'assistenza dello stesso Massimo Fantoni presso gli studi Wander di Arezzo, con la produzione di Roberto "Breda" Bardelli.

## Vietato Morire di Andrea Chimenti, un album scritto a quattro mani
Nel 2004 Massimo Fantoni partecipa attivamente insieme a Matteo Buzzanca alla lunga gestazione del nuovo album di Andrea Chimenti intitolato Vietato Morire. Tutti i brani portano la firma di Andrea Chimenti e Massimo Fantoni. Tra i musicisti ospiti dell'album anche Steve Jansen, Patrizia Laquidara, Gianni Maroccolo

## Le collaborazioni discografiche dal 2005 al 2008
Nel 2005 Massimo Fantoni partecipa all'album Samhain di Nihil project il progetto di Antonello Cresti e Andrea Gianessi pubblicato da Materiali Sonori. Nello stesso anno Massimo Fantoni partecipa al concerto dedicato a Stefano Facchielli in arte D. Rad, una delle anime fondamentali degli Almamegretta. Il concerto, oltre a Fantoni vede sul palco artisti come Bluvertigo, Mauro Pagani, Marina Rei, Federico Zampaglione. La serata sarà registrata e pubblicato nel cd Il lato D dove Massimo Fantoni esegue insieme a Marco Parente il brano Muschio Magico. Oltre alla pubblicazione dell'ep Cerchi nell'acqua tratto da Piccoli fragilissimi film dei Paolo Benvegnù, nel 2005 Massimo Fantoni partecipa alla realizzazione dell'ep di Marco Parente intitolato Il posto delle fragole dove suona la chitarra nella traccia intitolata Reperto ritrovato.
Sempre nel 2005 entra a far parte del progetto Amore una band costituita oltre che dallo stesso Massimo Fantoni alle chitarre, da Alessandro Fiori dei Mariposa, Gionni Dall'Orto e Samuele Bucelli con i quali pubblica l'album I tendaggi del primo semestre. Nel 2008 Massimo Fantoni partecipa al progetto Randagi con un cuore Enorme messo in piedi dai Malfunk a favore dell'ospedale dei Bambini Anna Meyer di Firenze; si tratta di un cd dove la band toscana mette a disposizione otto brani reinterpretati dai migliori artisti italiani del momento, tra cui lo stesso Massimo Fantoni che suona nel brano un cuore enorme insieme alla cantante Syria

## Le collaborazioni teatrali e letterarie
Massimo Fantoni durante la sua eclettica carriera ha collezionato una serie di collaborazioni in ambiti multidisciplinari tra cui il teatro, la danza, la poesia e la letteratura, coadiuvando con le sue composizioni originali moltissimi spettacoli oltre ad una serie di pubblicazioni specifiche. Già a partire dal 1998 comincerà ad accompagnare l'attore Franco Di Francescantonio nello spettacolo "Apocalisse di Dio" per il quale Fantoni compone ed esegue tutte le musiche. Lo spettacolo va in scena in svariate occasioni fino al 2005, anno della scomparsa dell'attore romano e d'adozione fiorentina. Nel 1999 accompagna con la sua chitarra readings di Carlo Verdone, Margherita Buy, Roberto Cotroneo e Alessandra Bedino nello spettacolo "L'imitazione di Cristo" per il festival di Montalcino e della Val d'Orcia. Nello stesso anno collabora con la compagnia teatrale NATA, nello spettacolo "Mai sentito tanto silenzio", di e con Alessandra Aricò. Sempre dal 1999 e per molti anni collabora con la compagnia di danza Company Blu componendo le musiche per gli spettacoli dei ballerini e coreografi Alessandro Certini e Charlotte Zerbey affiancato spesso da artisti come Marco Parente, Nicola Vernuccio, Nicola Raffone e Paolo Benvegnù che eseguono le musiche originali composte da Fantoni stesso. Sempre nel campo della danza Massimo Fantoni ha collaborato con la coreografa Rossella Fiumi, componendo musiche originali o riadattando quelle da lui scritte per l'album Barra a dritto. Da ricordare anche la collaborazione con la compagnia di Riccardo Sottili nota con il nome di Occupazioni Farsesche con cui Massimo Fantoni insieme a Fernando Maraghini e a Andrea Chimenti porta in scena un adattamento teatrale da Il deserto dei Tartari di Dino Buzzati e per il quale Massimo Fantoni esegue le musiche con la sua chitarra insieme ad Andrea Chimenti alla voce e al pianoforte, Simon Chiappelli alla tromba, Stefano Santoni dei Kiddycar alla seconda chitarra. Parte dello spettacolo sarà re-interpretato in duo da Massimo Fantoni e Andrea Chimenti durante l'evento del 16 dicembre 2005 presso il Teatro dell'Arancio nel paese alto di Grottammare intitolato Il teatro della parola; in quell'occasione viene chiesto il doppio bis ai due artisti. Nel 2005 Massimo Fantoni compone le musiche originali per i testi poetici di Cristina Abati, ne viene fuori una performance, pubblicata in seguito da Editrice Zona, intitolata Mangiare la luna. Nel 2007 accompagna Giovanni Lindo Ferretti per uno spettacolo unico intitolato "L'imitazione di Cristo" e andato in scena per la regia di Franco Rossi alla Cava in galleria “Ravaccione”, a Carrara. Per l'occasione Fantoni suona la chitarra accompagnato dai musicisti Fabrizio Bertone e Giulio Rossi

## La malattia
Dal 1994 Massimo Fantoni è affetto da Distonia Focale ad entrambe le mani. Nel 1994 la patologia ha colpito la sua mano sinistra, mentre nel 2004 si è ammalata la destra. Dopo una serie di tentativi fallimentari e di cure affrontate in Italia nel 2008 Fantoni ha cominciato a curarsi presso l'Institut de Fisiologia y medicina de l'art di Terrassa a Barcellona per poi farsi seguire dal 2011 in poi dal Prof. Giorgio Nardone, allievo di Paul Watzlawick presso il Centro di Terapia Breve Strategica di Arezzo. Questo non gli ha impedito di continuare la sua attività come musicista e produttore, ancora in corso.

## Produzioni

### Discografia

#### Album solisti
- 1998 - Barra a dritto (con Francesco Tomei)  (Consorzio Produttori Indipendenti/Polygram)

#### Album e EP con gli Otto'p'notri
- 1996 - Nave di speranza EP  (Cockney Music/Sony)
- 1999 - Secondo la legge del caso  (Cockney Music/Sony)
- 2002 - Senza pelle (Stoutmusic/Audioglobe)

#### Album con Andrea Chimenti
- 1996 - L'albero pazzo
- 1997 - Qohelet
- 2002 - Il porto sepolto (Chitarre, composizione, produzione e arrangiamenti)
- 2004 - concerto 1998
- 2004 - Vietato Morire (Chitarre, composizione, produzione e arrangiamenti)

#### Album con i Paolo Benvegnù
- 2004 - Piccoli fragilissimi film
- 2004 - Cerchi nell'acqua EP

#### Album con gli Amore
- 2004 - I tendaggi del primo semestre

#### Album come chitarrista e collaboratore
- 1992 - Yo Yo Mundi: La diserzione degli animali del circo
- 1996 - AA. VV.: I disertori (omaggio a Ivano Fossati)
- 1997 - Virginiana Miller: Gelaterie sconsacrate
- 1998 - Marco Parente: Testa dì cuore (con Cristina Donà)
- 1998 - GianCarlo Onorato: Io sono l' angelo
- 1998 - AA. VV.: The different you, tributo a Robert Wyatt (con Mara Redeghieri degli Ustmamò)
- 1999 - Virginiana Miller: Italiamobile
- 2000 - Lubna: Essere felici mangiando una torta di frutta
- 2000 - Timet (di Lorenzo Brusci): Carne capitata
- 2002 - La Malaora: ...e chi sta sotto che spinge
- 2004 - GianCarlo Onorato: Falene
- 2005 - Nihil Project: Samhain
- 2005 - Almamegretta: Concerto per D. Rad
- 2005 - Marco Parente: Il posto delle fragole